# Eritrodermie
Eritrodermia este un sindrom caracterizat prin înroșirea generalizată a tegumentelor, cu evoluție acută sau cronică;  adesea este însoțită de descuamare și prurit, de etiologii multiple, inflamatorii sau tumorale. Este întâlnită în intoxicații medicamentoase, boli infecțioase, leucemie, agravarea și generalizarea unei eczeme, a unui psoriazis etc.